# Fotbal Club Dinamo de Bucarest
El Fotbal Club Dinamo București, conocido en español como Dinamo de Bucarest, es un club de fútbol de Rumania de la ciudad de Bucarest. Fue fundado el 14 de mayo de 1948 como parte de la sociedad deportiva CS Dinamo București, disputa sus partidos como local en el Arena Națională de Bucarest y juega en la Liga I del sistema de ligas de fútbol de Rumanía.
El club es uno de los equipos de fútbol más laureados de Rumania con 18 títulos de Liga I, trece Copas de Rumanía y una Supercopa de Rumania. En el plano internacional, el Dinamo no ha conseguido ningún título, pero se convirtieron en el primer equipo rumano en llegar a una semifinal de la Copa de Europa en 1983-84. Los colores tradicionales del equipo son el rojo y blanco. El escudo actual es una versión modificada del que se adoptó en 1998. El Stadionul Dinamo tiene capacidad para 15.032 plazas y está situado en el centro de Bucarest, donde ha jugado desde 1951.
Desde el momento de su fundación, el Dinamo ha sido el equipo del Ministerio del Interior y su historia ha estado marcada por la gran rivalidad que mantiene con el Steaua Bucarest, el otro gran club de la capital, perteneciente durante gran parte de su historia al ejército rumano. Los partidos entre los dos equipos más importantes del fútbol rumano son conocidos como el Eternul derbi.

## Historia

### Orígenes

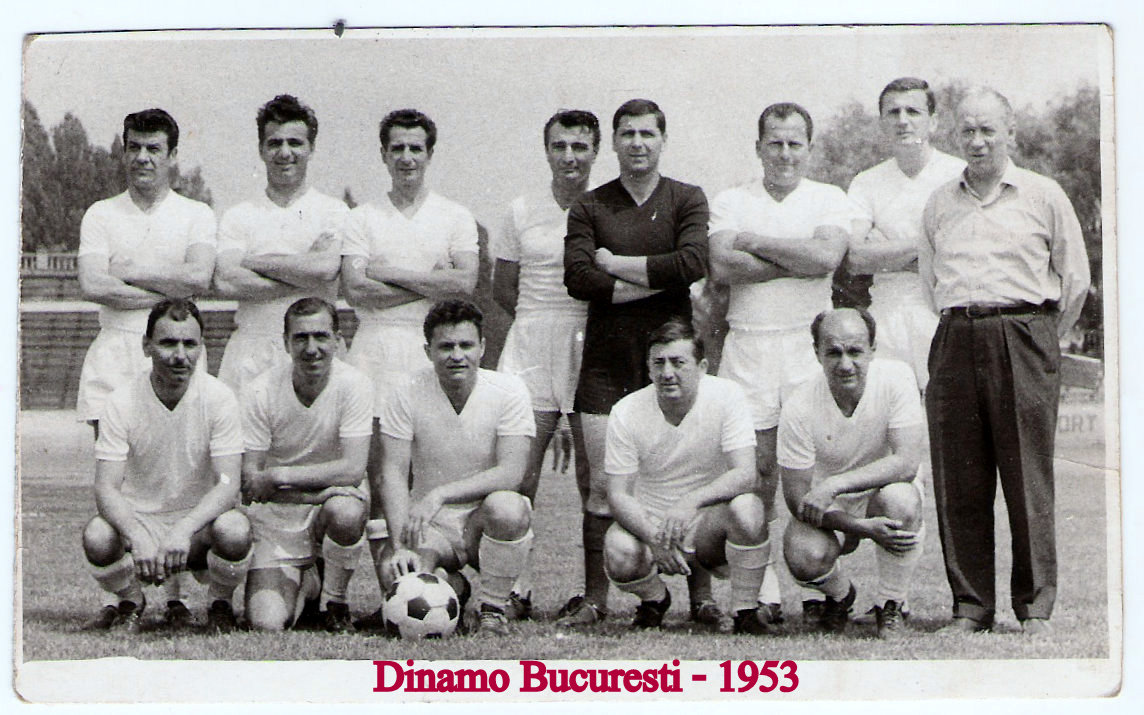
Dinamo subcampeón de la Liga rumana en 1953.

El 14 de mayo de 1948 se produjo la fusión entre el Unirea Tricolor București, que fue absorbido por el Ministerio del Interior en enero de ese año, y el Ciocanul București para formar el CS Dinamo București, el club deportivo que representaba dicho ministerio. Hasta final de ese campeonato, el Dinamo iba a estar representado por estos dos equipos en la Divizia A, por lo que Ciocanul fue llamado "Dinamo A" y "Unirea Tricolor", fue "Dinamo B", quien finalmente descendió a la Divizia B. Dinamo B consiguió el ascenso un año después a Divizia A, se trasladó a Cluj, posteriormente a Brașov y finalmente a Bacău, donde fue refundado en 1950 como FCM Bacău, equipo que se mantiene hasta la actualidad.
El debut del club, oficialmente como Dinamo București, tuvo lugar en la temporada 1948-49 de la Divizia A y finalizó en octava posición. El 14 de julio de 1948, el Dinamo disputó su primer partido internacional contra el Zidnice de Checoslovaquia, con victoria para el equipo rumano por cuatro goles a uno. El 22 de agosto debutó el Dinamo oficialmente en la primera división del fútbol rumano. Entre los jugadores más importantes del club en ese momento estaba el delantero Titus Ozon, que permaneció en el club hasta 1954, y el primer entrenador del Dinamo fue Coloman Braun-Bogdan. Al final de esa temporada, el futbolista Angelo Niculescu se retiró en el Dinamo y su nombre estaría ligado en el futuro al banquillo del club y de la selección nacional. 
El estadio del Dinamo fue inaugurado el 14 de octubre de 1951 con la celebración del partido entre el Dinamo y el Locomotiva Timişoara, que acabó con victoria de un gol a cero para los locales. El Dinamo logró el subcampeonato de liga en 1952 y 1953, así como su primera final de Copa, que perdió ante el Metalul Reşiţa (0-2).
En 1955 el Dinamo consiguió su primer título nacional de Liga, tras aventajar en tres puntos al Flacăra Ploiești, segundo clasificado. El Dinamo, ya con Angelo Niculescu como técnico, logró reunir una potente línea atacante con los delanteros Ene I, Neaga y Suru. En defensa contaba con jugadores como Băcuț I, Băcuț II, Szoko, Călinoiu, que logran hacer del Dinamo el equipo con menos goles encajados (19).
En otoño de 1956 el equipo debutó en la Copa de Europa —fundada hace apenas un año— y se convertía, también, en el primer equipo rumano en disputarla. El 26 de agosto de 1956 en el estadio del 23 de agosto, frente a 85.000 espectadores, el Dinamo venció al Galatasaray turco por 3-1. El partido de vuelta, en Estambul, el Galatasaray ganó por dos goles a uno, pero el Dinamo lograba la clasificación. Sin embargo, en la siguiente ronda cayó ante el CSKA Sofía de Bulgaria por un contundente 8-1 en el estadio Nacional Vasil Levski, mientras que en el partido de vuelta se impuso a los búlgaros por tres goles a dos en el Stadionul Republicii.
En esa temporada, en la Divizia A, el Dinamo finalizó segundo en la tabla, superado por su principal rival, el CCA Bucarest, el equipo del ejército, que sumaba ya su cuarto título de Liga. Hasta 1959 no celebró ningún título oficial, temporada en la que ganó su primera Copa de Rumania. En la final, el Dinamo se impuso en Bucarest por 4-0 al Minerul Baia Mare, con goles de Iosif Szakacs, tres, y Vasile Anghel.

### Dominio nacional (1961-1970)

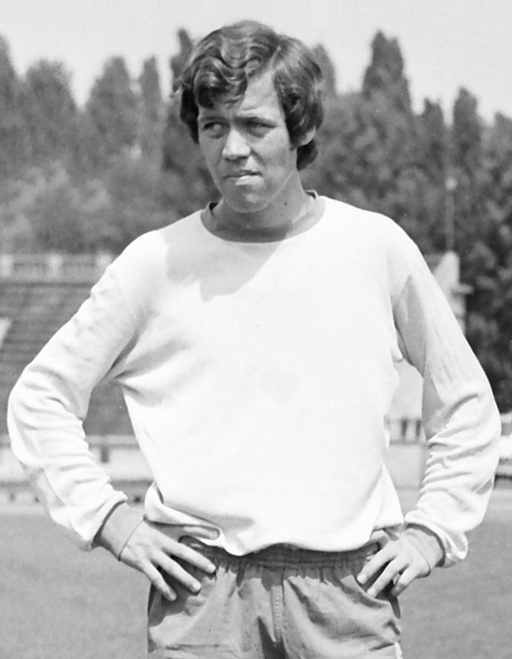
Florea Dumitrache

En 1961 volvió a lograr el subcampeonato de liga ante el dominio del CCA București. El club contaba con varios jugadores jóvenes como Nunweiller IV, Ene II, Ion Țîrcovnicu, Haralambie Eftimie o Mircea Sasu que serían los artífices del segundo título de Liga del Dinamo, logrado la siguiente temporada bajo la dirección del técnico Nicolae Nicușor Dumitru. En 1963 los Câinii roșii obtuvieron su tercer título y el club logró los fichajes de Pârcălab y Ghergheli. Traian Ionescu se unió a Nicusor formando como pareja de entrenadores.
Dinamo ganó la Copa de Rumania en 1964 al superar por 5-3 al Steaua en la final disputada en el Stadionul Republicii, en la primera final de Copa en la que se enfrentaban los dos clubes. La Divizia A 1962–63 fue conseguida por el Dinamo de manera autoritaria, con 46 goles a favor y 25 en contra, mientras que el Steaua quedó en segunda posición a tres puntos de sus grandes rivales.
La siguiente temporada, el Dinamo volvió a disputar la Copa de Europa y debutó contra el Motor Jena alemán, al que derrotó en la ronda preliminar. En primera ronda, recibió la visita del Real Madrid, cinco veces campeón de Europa, con Di Stéfano y Gento sobre el terreno de juego. El encuentro tuvo lugar el 13 de noviembre de 1963 en Bucarest, en el estadio 23 de agosto, y estableció un récord de asistencia en ese momento, con 100.000 espectadores viendo en directo un encuentro que finalizó 1-3 para el equipo español. Ion Țîrcovnicu hizo el único gol del Dinamo. En el partido de vuelta en el Santiago Bernabéu, el Real venció por 5-3. Los goles de los Câinii roșii fueron obra de Nunweiller III, Frățilă y Pîrcălab. Pese a ello, el Dinamo se alzó con la Divizia A 1963–64 con siete puntos de ventaja sobre el subcampeón, el Rapid București, y con su delantero Constantin Frățilă como máximo goleador del campeonato, con veinte goles.
El quinto título de liga del Dinamo lo logró en la siguiente temporada, estableciendo un hito para la historia del club, al ser su cuarto consecutivo. Sin embargo, en su participación ese año en la Copa de Europa volvió a caer en primera ronda ante uno de los grandes clubes, el Inter de Milán, vigente campeón y, a la postre, campeón también esa temporada. El club rumano fue derrotado de manera incontestable en el estadio San Siro por 6-0, con Facchetti, Jair, Mazzola y Suárez en el campo; y 0-1 en Bucarest. El 1 de diciembre de 1965, como campeón de Liga, volvió a la Copa de Europa y nuevamente fue emparejado contra el campeón italiano. Esta vez, el Dinamo se tomó la revancha en Bucarest y venció por 2-1 en un histórico partido, con goles de Constantin Frățilă y Ion Haidu, pese a que Joaquín Peiró había adelantado al Inter. En el partido de vuelta en San Siro, el Inter logró la clasificación y ganó por dos goles a cero.
En el vigésimo aniversario de existencia del club (1948-1968), el Dinamo se proclamó campeón de Copa ante el Rapid, 3-1. Ese año debutó en la Recopa de Europa, pero fue eliminado por el West Bromwich Albion en segunda ronda. En el primer partido, en Bucarest, empataron a un gol, obra de Florea Dumitrache; pero en The Hawthorns los ingleses ganaron por 4-0. En primera ronda se enfrentó al Vasas ETO Győr húngaro, que no se presentó por motivos políticos, por lo que el Dinamo obtuvo el pase directo.
En 1969 llegó a la final de la Copa de Rumania, que perdió ante el Steaua, y puso fin a una década de 1960 que se saldó con cuatro Ligas y dos Copas. En el Mundial de México de 1970, el Dinamo contribuyó al equipo nacional con los futbolistas Cornel Dinu, Boc, Augustin Deleanu, Vasile Gergely, Nunweiller VI, Florea Dumitrache y Mircea Lucescu. El seleccionador era el exentrenador del Dinamo Angelo Niculescu.

### Primeras Botas de Oro y récords europeos (1971-1980)

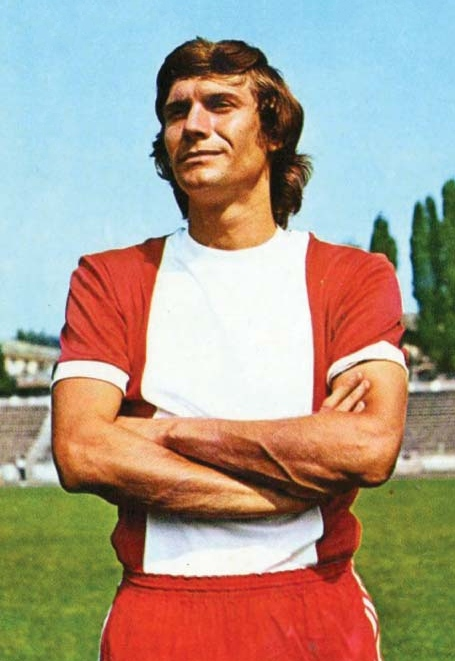
Dudu Georgescu

El Dinamo logró su sexto título de Liga en 1971 tras superar ajustadamente en la tabla al Rapid Bucarest por un solo punto, mientras que el ariete Florea Dumitrache se proclamó máximo goleador con quince goles —honor que tuvo que compartir con Gheorghe Tătaru y Constantin Moldoveanu, delanteros de Steaua y Politehnica Iași que también anotaron la misma cifra—. La siguiente temporada, en Copa de Europa eliminó al Spartak Trnava en la ronda preliminar, pero en primera ronda fue apeado por el Feyenoord por un global de cinco goles a cero. La temporada 1971-72 fue muy desafortunada por el equipo de la capital y el Argeş Piteşti se hizo con su primera Liga, mientras que el Dinamo acabó en séptima posición y no pudo clasificarse para disputar competiciones europeas.

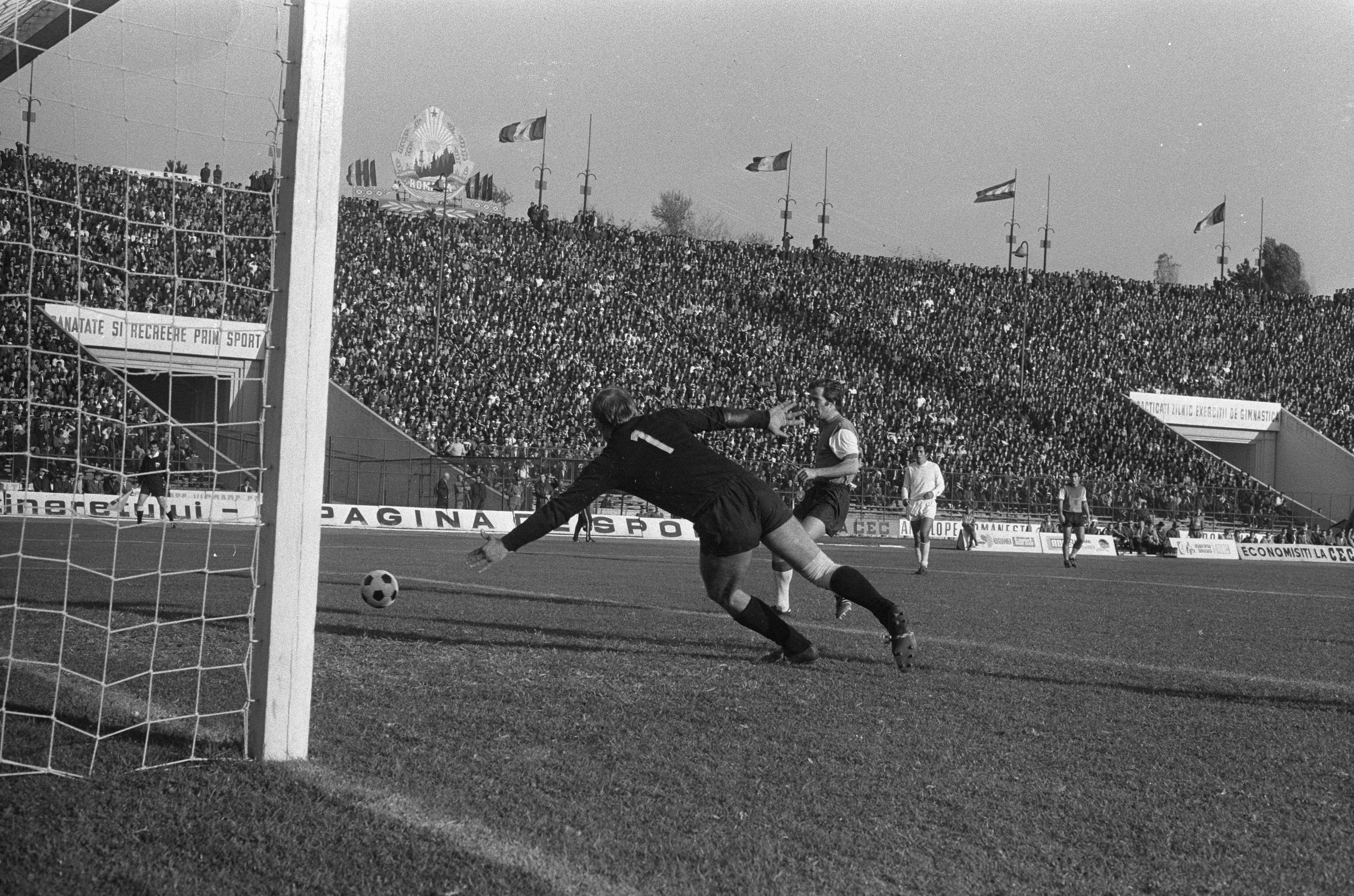
Partido de Copa de Europa 1971-72 en el estadio Dinamo contra el Feyenoord (0-3).

En 1973, y tras una emocionante temporada contra el Universitatea Craiova de Ion Oblemenco, el Dinamo se hizo con su séptimo título pese a que empató a puntos en lo más alto de la tabla. Al final, el Dinamo se llevó el campeonato por la diferencia de sólo un gol. El 3 de octubre de ese año, en la Copa de Europa 1973-74, el Dinamo logró un histórico triunfo ante el Crusaders norirlandés, al que venció en Bucarest por 11-0, el margen más amplio de victoria en la Copa de Europa y aún vigente. Dudu Georgescu y Radu Nunweiller lograron cuatro goles cada uno, mientras que el resto fueron anotados por Cornel Dinu, Florea Dumitrache y Liam Beckett, en propia puerta. En segunda ronda fue eliminado por el Atlético de Madrid que, a la postre, sería el subcampeón de Europa. En Bucarest ganó el equipo madrileño por 0-2 y en el estadio Vicente Calderón empataron a dos goles.
La temporada 1974-75 fue una de las más gloriosas del club, en la que consiguió su octavo título de Liga. Sin embargo, lo más destacado fueron los 33 goles que anotó Dudu Georgescu y que le sirvieron para lograr la primera Bota de Oro de un jugador y club rumano. Ese año disputó la Copa de la UEFA en la que derrotó al Boluspor turco en primera ronda, pero el FC Colonia eliminó al Dinamo tras empatar a un gol en Bucarest y ganar el Colonia por un ajustado 3-2 en Alemania. La Divizia A de 1976 fue conseguida autoritariamente por sus rivales del Steaua, que aventajaron en seis puntos al Dinamo, subcampeón. Sin embargo, Georgescu volvió a destacar como máximo goleador con 31 goles.
El Dinamo se puso a la cabeza del fútbol rumano con su noveno título de Liga conseguido en 1976-77 y estableció un nuevo récord en Europa al conseguir Georgescu 47 goles oficiales en Liga, por lo que ganó su segunda Bota de Oro con el mejor registro de goles, aún sin superar. En la Liga llegó al final con cuatro puntos de ventaja sobre su eterno rival, el Steaua, y en competiciones europeas fue eliminado en primera ronda de la Copa de la UEFA ante el poderoso AC Milan, que contaba con jugadores como Fabio Capello. En Rumanía empataron sin goles, mientras que en San Siro perdió por 2-1 pese a adelantarse con gol de Sătmăreanu y no superar el Milan la defensa rumana hasta el minuto 74 con el definitivo gol de Massimo Silva.
Hasta la temporada 1979–80 no hubo éxitos del Dinamo y en esa temporada el equipo logró su mayor goleada a domicilio en competición europea al vencer por 0-9 al Alki Larnaca. En los últimos años de la década de 1970, Steaua Bucarest, Argeş Piteşti y Universitatea Craiova dominaron el fútbol nacional. Pese a ello, en el primer equipo aparecieron jugadores como Multescu, Apóstol o Nelu Stanescu.

### Éxito en Copa de Europa y polémicas del régimen (1981-1989)
El Dinamo se proclamó campeón de la Divizia A 1981-82 por décima ocasión en su historia después de conseguir su último título en 1977 tras aventajar al Universitatea Craiova en dos puntos. Además, en esa temporada la Copa de la UEFA dispuso algunas grandes victorias para el Dinamo. Los câinii roşii se enfrentaron al Levski Sofia, al que eliminaron por 3-0 y 1-2. En la segunda ronda se enfrentaron al Inter de Milán de Altobelli. En Milán el partido acabó 1-1 con goles de Pasinato y Custov, pero en Bucarest los "perros rojos" vencieron en un memorable 3-2 en el tiempo extra. Finalmente el Dinamo fue eliminado en tercera ronda por el IFK Göteborg, equipo sueco que más tarde terminaría por ganar el trofeo europeo.
Tras su décimo título nacional de 1982, el Dinamo también conquistó la Copa después de una victoria de 3-2 contra el FC Baia Mare. Después de una ausencia de cinco años, el Dinamo reapareció en la Copa de Europa eliminando al Vålerenga Fotball de Oslo. En la siguiente ronda, el Dínamo tuvo que enfrentarse al Dukla Praga, al que eliminaron tras un 2-0 en Bucarest y perder en Checoslovaquia por dos goles a uno. El Dinamo fue eliminado por el Aston Villa por un incontestable 2-6 en el global. El título 11.º de Divizia A fue conseguido un año más tarde, en 1983. La temporada 1983-1984 comenzó con el retiro de Cornel Dinu, ganador de seis títulos nacionales y seis copas, con 454 partidos disputados en la primera liga y 75 con el equipo nacional. Sin embargo el mismo año Dinamo ganó su decimosegundo campeonato liguero.
La temporada 1983-84 va a representar un paso importante en el ámbito internacional. La Copa de Europa de ese año se inició ante el equipo finlandés, Kuusysi Lahti (1-0 y 3-0). La segunda ronda emparejó al Dinamo ante el actual campeón, el Hamburger SV de Kaltz y Magath. En Bucarest, Ionel Augustin, Gheorghe Mulţescu y Costel Orac firmaron la histórica victoria de los rumanos por 3-0. El partido de vuelta en el Volksparkstadion de Hamburgo acabó con un emocionante 3-2. Los alemanes se pusieron por delante por tres goles a cero, pero Cornel Țălnar en el minuto 85 y Mulţescu en el 90 dieron el pase a los cuartos de final al Dinamo. Para acceder a las semifinales de la Copa de Europa, el Dinamo tuvo que derrotar a otro Dinamo, el de Minsk, campeón de la Unión Soviética. El partido de ida en Minsk finalizó con un empate a un gol, obra de Mircea Rednic en el minuto 87, seguido por una victoria 1-0 en Bucarest (con un gol de Augustin). De esta forma el Dinamo se convirtió en el primer equipo rumano en llegar a las semifinales de la Copa de Europa, donde se enfrentó con el Liverpool FC. Los "perros rojos" perdieron por 1-0 en Anfield y 1-2 en Bucarest ante el equipo que finalmente se proclamaría campeón de Europa un mes después.
En 1986 el Dinamo ganó la Copa de Rumania ante el Steaua (1-0) tras 18 años sin ganar el torneo. Por tanto el Dinamo volvió a disputar la Recopa de Europa en 1986–87, pero fracasó al caer en primera ronda ante el 17 Nëntori Tirana albanés. Esa misma temporada su delantero Rodion Cămătaru se hizo con la Bota de Oro tras anotar 44 goles. Sin embargo, el galardón no estuvo exento de polémica, ya que 20 de sus 44 goles los consiguió en los últimos seis partidos, lo que invitó a pensar en posibles manipulaciones del régimen de Ceaușescu.
La final de la Copa de Rumania de 1988 estuvo rodeada de una gran controversia. Los jugadores del Steaua dejaron el campo con el marcador en empate a un gol porque consideraron que el árbitro del encuentro les había robado el partido, por lo que el Dinamo recibió el trofeo. Más tarde, la Federación Rumana de Fútbol, cediendo a la presión del Partido Comunista, otorgó el partido por 2-1 y el título al Steaua. Después de la Revolución de diciembre de 1989, el Steaua se ofreció para devolver el trofeo al Dinamo, que se negó a tomarlo.

## Rivalidades
El rival tradicional del Dínamo es el Steaua Bucarest, o "spurcatii", frente al que disputa el denominado Marele Derby (en español El Gran Derbi). Esta rivalidad ha constituido el encuentro más importante del fútbol rumano en los últimos 60 años, puesto que tanto el Steaua como el Dinamo son dos de los más populares y ganadores del país. Entre ambos han obtenido 41 títulos de liga (23 el Steaua y 18 el Dinamo), ganando 23 de las últimas 26 temporadas. Tradicionalmente el Marele Derby fue visto como el enfrentamiento entre el Ministerio de Defensa y el Ministerio del Interior, pues estos gestionaban, respectivamente, al Steaua y al Dinamo.
Desde mediados de los años 1990, a menudo se han producido enfrentamientos violentos entre aficionados de ambos clubes tanto dentro como fuera del estadio. Uno de los momentos más álgidos aconteció en los momentos previos a un partido en 1997, cuando aficionados del Dinamo incendiaron el sector sur, donde habían sido asignados, del Stadionul Ghencea.
Si bien, en el balance histórico del derbi, el Steaua posee ventaja al haber ganado 61 de los 142 partidos jugados a la fecha contra 60 de Dinamo, este último ha acortado la diferencia particularmente gracias a los 18 partidos oficiales, tanto por la liga como por la copa, en los que permaneció invicto entre abril de 1992 y abril de 2000.

## Uniforme
- Uniforme titular: Camiseta blanca y roja, pantalón negro, medias negras.
- Uniforme alternativo: Camiseta roja, pantalón blanco, medias rojas.

## Estadio

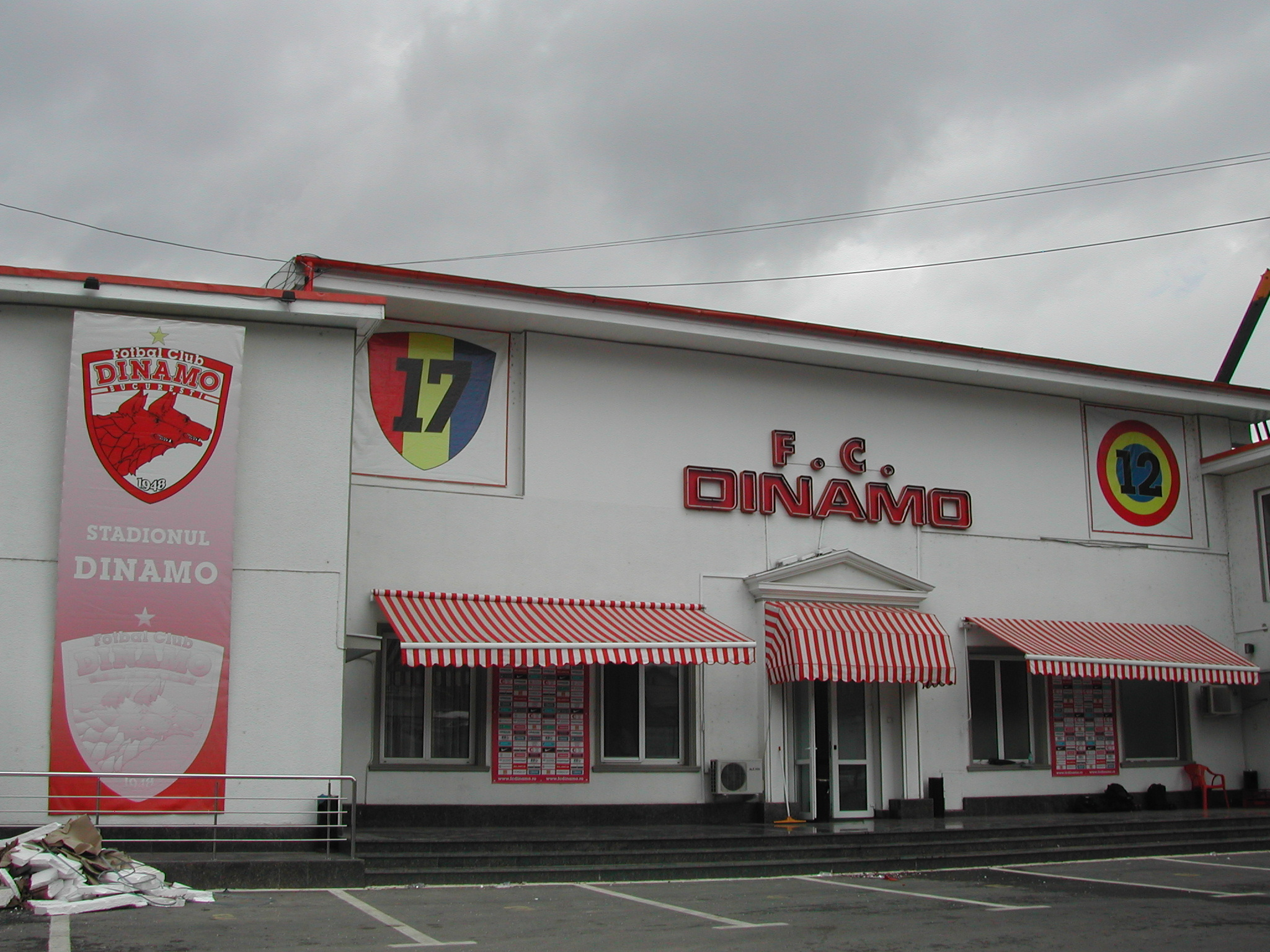
Uno de los accesos al estadio.

El Dinamo de Bucarest juega de local en el Stadionul Dinamo de Bucarest, en el barrio de Ștefan Cel Mare. El estadio fue construido en 1951, y para la inauguración oficial el Dinamo jugó un partido contra el Locomotiva Timişoara. Inicialmente, la capacidad del estadio era de 16.000 espectadores, pero a raíz de la instalación de asientos de plástico, la capacidad se redujo a 15.300 plazas.
El estadio es parte de un complejo más amplio que contiene otro estadio más pequeño, el Stadionul Florea Dumitrache, donde el segundo equipo, el Dinamo II, juega sus partidos, un polideportivo y una piscina.
El estadio es apodado "Groapa" (El Hoyo), ya que fue construido tras la excavación de un agujero, y no mediante el aumento de sus tribunas. Los aficionados del Dinamo se quedan en la tribuna norte, llamada Peluza Cătălin Hîldan, en honor al exjugador del Dinamo fallecido a los 24 años.
El Dinamo disputa sus partidos más importantes, tales como los encuentros de competición europea de la UEFA, en la Arena Naţională, y antes de eso en el Stadionul Național.

## Récords
- Más victorias seguidas: 17 partidos (12 de junio de 1988 – 27 de noviembre de 1988).
- Mayor racha invicta: 47 partidos (26 de mayo de 1991 – 20 de septiembre de 1992).
- Jugador con más partidos:  Cornel Dinu con 454 partidos.
- Goleador histórico:  Dudu Georgescu con 207 goles.
- Máximo goleador Internacional:  Claudiu Niculescu con 18 goles.
- Mayor victoria en casa: Dinamo 11–0  Crusaders (Copa de Europa 1973–74). (Récord del torneo)
- Mayor victoria de visitante:  Alki Larnaca 0–9 Dinamo (Copa de la UEFA 1979-80).
- Peor derrota en casa:
- Dinamo 0–3  Feyenoord de Róterdam (Copa de Europa 1971–72)
- Dinamo 0–3  Galatasaray (Liga Europea 2009–10).
- Peor derrota de visitante:  CSKA Sofia 8–1 Dinamo (Copa de Europa 1956–57).

## Participación en competiciones UEFA

### Por competición
Nota: En negrita competiciones activas.
| Competición                        | Temp. | PJ  | PG | PE | PP | GF  | GC  | Dif. | Puntos | Títulos | Subtítulos |
| ---------------------------------- | ----- | --- | -- | -- | -- | --- | --- | ---- | ------ | ------- | ---------- |
| Copa de Europa / Liga de Campeones | 18    | 66  | 24 | 10 | 32 | 96  | 106 | -10  | 82     | –       | –          |
| Copa de la UEFA / Liga Europea     | 23    | 90  | 37 | 14 | 39 | 147 | 127 | +20  | 125    | –       | –          |
| Recopa de Europa de la UEFA        | 5     | 20  | 8  | 4  | 8  | 25  | 18  | +7   | 28     | –       | –          |
| Copa Intertoto de la UEFA          | 1     | 4   | 1  | 0  | 3  | 4   | 6   | -2   | 3      | –       | –          |
| Total                              | 47    | 180 | 70 | 28 | 82 | 272 | 257 | +15  | 238    | 0       | 0          |

### Resultados
| Temporada | Competición      | Ronda            | Club                    | Cómputo global | Ida         | Vuelta     |
| --------- | ---------------- | ---------------- | ----------------------- | -------------- | ----------- | ---------- |
| 1956/57   | Copa de Europa   | Clasificatoria   | Galatasaray SK          | 4-3            | 3-1 (C)     | 1-2 (F)    |
|           |                  | 1/8              | CDNA Sofia              | 4-10           | 1-8 (F)     | 3-2 (C)    |
| 1962/63   | Copa de Europa   | Clasificatoria   | Galatasaray SK          | 1-4            | 1-1 (C)     | 0-3 (F)    |
| 1963/64   | Copa de Europa   | Clasificatoria   | SC Motor Jena           | 3-0            | 2-0 (C)     | 1-0 (F)    |
|           |                  | 1/8              | Real Madrid CF          | 4-8            | 1-3 (C)     | 3-5 (F)    |
| 1964/65   | Copa de Europa   | Clasificatoria   | Sliema Wanderers        | 7-0            | 2-0 (F)     | 5-0 (C)    |
|           |                  | 1/8              | Internazionale          | 0-7            | 0-6 (F)     | 0-1 (C)    |
| 1965/66   | Copa de Europa   | Clasificatoria   | B 1909 Odense           | 7-2            | 4-0 (C)     | 3-2 (F)    |
|           |                  | 1/8              | Internazionale          | 2-3            | 2-1 (C)     | 0-2 (F)    |
| 1968/69   | Recopa de Europa | 1R               | Raba ETO Győr           | bye            |             |            |
|           |                  | 1/8              | West Bromwich Albion FC | 1-5            | 1-1 (C)     | 0-4 (F)    |
| 1970/71   | Copa de Ferias   | 1R               | PAOK Salonica           | 5-1            | 5-0 (C)     | 0-1 (F)    |
|           |                  | 2R               | Liverpool FC            | 1-4            | 0-3 (F)     | 1-1 (C)    |
| 1971/72   | Copa de Europa   | 1R               | Spartak Trnava          | 2-2 u          | 0-0 (C)     | 2-2 (F)    |
|           |                  | 1/8              | Feyenoord               | 0-5            | 0-3 (C)     | 0-2 (F)    |
| 1973/74   | Copa de Europa   | 1R               | Crusaders FC            | 12-0           | 1-0 (F)     | 11-0 (C)   |
|           |                  | 1/8              | Atlético Madrid         | 2-4            | 0-2 (C)     | 2-2 (F)    |
| 1974/75   | UEFA Cup         | 1R               | Boluspor                | 4-0            | 1-0 (F)     | 3-0 (C)    |
|           |                  | 2R               | 1. FC Köln              | 3-4            | 1-1 (C)     | 2-3 (F)    |
| 1975/76   | Copa de Europa   | 1R               | Real Madrid CF          | 2-4            | 1-4 (F)     | 1-0 (C)    |
| 1976/77   | UEFA Cup         | 1R               | AC Milan                | 1-2            | 0-0 (C)     | 1-2 (F)    |
| 1977/78   | Copa de Europa   | 1R               | Atlético Madrid         | 2-3            | 2-1 (C)     | 0-2 (F)    |
| 1979/80   | UEFA Cup         | 1R               | Alki Larnaca            | 12-0           | 3-0 (C)     | 9-0 (F)    |
|           |                  | 2R               | Eintracht Frankfurt     | 2-3            | 2-0 (C)     | 0-3 nv (F) |
| 1981/82   | UEFA Cup         | 1R               | Levski Sofia            | 4-2            | 3-0 (C)     | 1-2 (F)    |
|           |                  | 2R               | Internazionale          | 4-3            | 1-1 (F)     | 3-2 nv (C) |
|           |                  | 1/8              | IFK Göteborg            | 1-4            | 1-3 (F)     | 0-1 (C)    |
| 1982/83   | Copa de Europa   | Clasificatoria   | Vålerenga IF            | 4-3            | 3-1 (C)     | 1-2 (F)    |
|           |                  | 1R               | ASVS Dukla Praga        | 3-2            | 2-0 (C)     | 1-2 nv (F) |
|           |                  | 1/8              | Aston Villa FC          | 2-6            | 0-2 (C)     | 2-4 (F)    |
| 1983/84   | Copa de Europa   | 1R               | Kuusysi Lahti           | 4-0            | 1-0 (F)     | 3-0 (C)    |
|           |                  | 1/8              | Hamburger SV            | 5-3            | 3-0 (C)     | 2-3 (F)    |
|           |                  | 1/4              | Dinamo Minsk            | 2-1            | 1-1 (F)     | 1-0 (C)    |
|           |                  | 1/2              | Liverpool FC            | 1-3            | 0-1 (F)     | 1-2 (C)    |
| 1984/85   | Copa de Europa   | 1R               | Omonia Nicosia          | 5-3            | 4-1 (C)     | 1-2 (F)    |
|           |                  | 1/8              | Girondins Bordeaux      | 1-2            | 0-1 (F)     | 1-1 nv (C) |
| 1985/86   | UEFA Cup         | 1R               | FK Vardar Skopje        | 2-2 u          | 2-1 (C)     | 0-1 (F)    |
| 1986/87   | Recopa de Europa | 1R               | 17 Nëntori Tirana       | 1-3            | 0-1 (F)     | 1-2 (C)    |
| 1987/88   | Recopa de Europa | 1R               | KV Mechelen             | 0-3            | 0-1 (F)     | 0-2 (C)    |
| 1988/89   | Recopa de Europa | 1R               | Kuusysi Lahti           | 6-0            | 3-0 (C)     | 3-0 (F)    |
|           |                  | 1/8              | Dundee United FC        | 2-1            | 1-0 (F)     | 1-1 (C)    |
|           |                  | 1/4              | UC Sampdoria            | 1-1 u          | 1-1 (C)     | 0-0 (F)    |
| 1989/90   | Recopa de Europa | 1R               | Dinamo Tirana           | 2-1            | 0-1 (F)     | 2-0 (C)    |
|           |                  | 1/8              | Panathinaikos FC        | 8-1            | 2-0 (F)     | 6-1 (C)    |
|           |                  | 1/4              | FK Partizan             | 4-1            | 2-1 (C)     | 2-0 (F)    |
|           |                  | 1/2              | RSC Anderlecht          | 0-2            | 0-1 (F)     | 0-1 (C)    |
| 1990/91   | Copa de Europa   | 1R               | St. Patrick's Athletic  | 5-1            | 4-0 (C)     | 1-1 (F)    |
|           |                  | 1/8              | FC Porto                | 0-4            | 0-0 (C)     | 0-4 (F)    |
| 1991/92   | UEFA Cup         | 1R               | Sporting Portugal       | 2-1            | 0-1 (F)     | 2-0 nv (C) |
|           |                  | 2R               | Genoa CFC               | 3-5            | 1-3 (F)     | 2-2 (C)    |
| 1992/93   | Champions League | 1R               | Kuusysi Lahti           | 2-1            | 0-1 (F)     | 2-0 nv (C) |
|           |                  | 2R               | Olympique Marseille     | 0-2            | 0-0 (C)     | 0-2 (F)    |
| 1993/94   | UEFA Cup         | 1R               | Cagliari Calcio         | 3-4            | 3-2 (C)     | 0-2 (F)    |
| 1994/95   | UEFA Cup         | 1R               | Trabzonspor             | 4-5            | 1-2 (F)     | 3-3 (C)    |
| 1995/96   | UEFA Cup         | Clasificatoria   | Levski Sofia            | 1-2            | 0-1 (C)     | 1-1 nv (F) |
| 1996      | Intertoto Cup    | Grupo 12         | EA Guingamp             | 1-2            | 1-2 (F)     |            |
|           |                  | Grupo 12         | FK Zemun                | 1-2            | 1-2 (F)     |            |
|           |                  | Grupo 12         | FF Jaro                 | 0-2            | 0-2 (C)     |            |
|           |                  | Grupo 12         | Kolcheti 1913 Poti      | 2-0            | 2-0 (C)     |            |
| 1997/98   | UEFA Cup         | Clasificatoria 1 | KR Reykjavík            | 1-4            | 0-2 (F)     | 1-2 (C)    |
| 1999/00   | UEFA Cup         | Clasificatoria   | FC Mondercange          | 13-2           | 6-2 (F)     | 7-0 (C)    |
|           |                  | 1R               | SL Benfica              | 1-2            | 1-0 (F)     | 0-2 (C)    |
| 2000/01   | Champions League | Clasificatoria 2 | Polonia Varsovia        | 4-7            | 3-4 (C)     | 1-3 (F)    |
| 2001/02   | UEFA Cup         | Clasificatoria   | Dinamo Tirana           | 4-1            | 1-0 (C)     | 3-1 (F)    |
|           |                  | 1R               | Grasshopper Club Zürich | 2-6            | 1-3 (C)     | 1-3 (F)    |
| 2002/03   | Champions League | Clasificatoria 2 | Club Brugge             | 1-4            | 1-3 (F)     | 0-1 (C)    |
| 2003/04   | UEFA Cup         | Clasificatoria   | Liepājas Metalurgs      | 6-3            | 5-2 (C)     | 1-1 (F)    |
|           |                  | 1R               | FK Shaktar Donetsk      | 5-2            | 2-0 (C)     | 3-2 (F)    |
|           |                  | 2R               | Spartak Moscú           | 3-5            | 0-4 (F)     | 3-1 (C)    |
| 2004/05   | Champions League | Clasificatoria 2 | MŠK Žilina              | 2-0            | 1-0 (F)     | 1-0 (C)    |
|           |                  | Clasificatoria 3 | Manchester United FC    | 1-5            | 1-2 (C)     | 0-3 (F)    |
| 2004/05   | UEFA Cup         | 1R               | FK Partizan             | 1-3            | 1-3 (F)     | 0-0 (C)    |
| 2005/06   | UEFA Cup         | Clasificatoria 2 | Omonia Nicosia          | 4-3            | 3-1 (C)     | 1-2 (F)    |
|           |                  | 1R               | Everton FC              | 5-2            | 5-1 (C)     | 0-1 (F)    |
|           |                  | Grupo F          | sc Heerenveen           | 0-0            | 0-0 (C)     |            |
|           |                  | Grupo F          | Levski Sofia            | 0-1            | 0-1 (F)     |            |
|           |                  | Grupo F          | CSKA Moscú              | 1-0            | 1-0 (C)     |            |
|           |                  | Grupo F          | Olympique Marseille     | 1-2            | 1-2 (F)     |            |
| 2006/07   | UEFA Cup         | Clasificatoria 1 | Hibernians FC           | 9-1            | 4-0 (F)     | 5-1 (C)    |
|           |                  | Clasificatoria 2 | Beitar Jerusalem        | 2-1            | 1-0 (C)     | 1-1 (F)    |
|           |                  | 1R               | Skoda Xanthi            | 8-4            | 4-3 (F)     | 4-1 (C)    |
|           |                  | Grupo B          | Beşiktaş JK             | 2-1            | 2-1 (C)     |            |
|           |                  | Grupo B          | Club Brugge             | 1-1            | 1-1 (F)     |            |
|           |                  | Grupo B          | Bayer 04 Leverkusen     | 2-1            | 2-1 (Y)     |            |
|           |                  | Grupo B          | Tottenham Hotspur FC    | 1-3            | 1-3 (F)     |            |
|           |                  | 1/16             | SL Benfica              | 1-3            | 0-1 (F)     | 1-2 (C)    |
| 2007/08   | Champions League | Clasificatoria 3 | SS Lazio                | 2-4            | 1-1 (F)     | 1-3 (C)    |
| 2007/08   | UEFA Cup         | 1R               | IF Elfsborg             | 2-2 u          | 1-2 (C)     | 1-0 (F)    |
| 2008/09   | UEFA Cup         | 1R               | N.E.C.                  | 0-1            | 0-1 (F)     | 0-0 (C)    |
| 2009/10   | Europa League    | Play-off         | Slovan Liberec          | 3-3 (9-8 ns)   | 0-3 (r) (C) | 3-0 nv (F) |
|           |                  | Grupo F          | Sturm Graz              | 3-1            | 1-0 (F)     | 2-1 (C)    |
|           |                  | Grupo F          | Panathinaikos FC        | 0-4            | 0-1 (C)     | 0-3 (F)    |
|           |                  | Grupo F          | Galatasaray SK          | 1-7            | 1-4 (F)     | 0-3 (C)    |
| 2010/11   | Europa League    | Clasificatoria 2 | FC Olimpia Bălți        | 7-1            | 2-0 (F)     | 5-1 (C)    |
|           |                  | Clasificatoria 3 | HNK Hajduk Split        | 3-4            | 3-1 (C)     | 0-3 (F)    |
| 2011/12   | Europa League    | Clasificatoria 3 | Varteks Varaždin        | 4-3            | 2-2 (C)     | 2-1 (F)    |
|           |                  | Play-off         | Vorskla Poltava         | 3-5            | 1-2 (F)     | 2-3 (C)    |
| 2012/13   | Europa League    | Play-off         | Metalist Jarkov         | 1-4            | 0-2 (C)     | 1-2 (F)    |
| 2017/18   | Europa League    | Play-off         | Athletic Bilbao         | 1-4            | 1-1 (C)     | 0-3 (F)    |

## Números retirados
- 11 –  Cătălin Hîldan, MED (1994–2000) – Homenaje Póstumo.

Desde que el Unicul Căpitan (El Único Capitán) murió, nadie más ha utilizado el dorsal 11 en el FC Dinamo, desde que el club decidiera retirarlo como muestra de respeto al legendario Cătălin Hîldan.
- 14 –  Patrick Ekeng, MED (2016) – Homenaje Póstumo.[12]

- 25 -  Ionel Dănciulescu, DEL (1995-97, 2002-09, 2010-13)

## Jugadores

### Plantilla 2025/26
Actualizado el 25 de julio de 2025.

## Gerencia
| Puesto               | Nombre                |
| -------------------- | --------------------- |
| Propietario          | Ionuț Negoiță         |
| Presidente           | Cătălin Petrescu      |
| Presidente Ejecutivo | Constantin Anghelache |
| Presidente Honorario | Nicolae Badea         |

## Palmarés

### Torneos nacionales
- Liga 1: (18)
  - Campeón: 1955, 1961-62, 1962-63, 1963-64, 1964-65, 1970-71, 1972-73, 1974-75, 1976-77, 1981-82, 1982-83, 1983-84, 1989-90, 1991-92, 1999-00, 2001-02, 2003-04, 2006-07

- Copa de Rumania: (13)
  - Campeón: 1958-59, 1963–64, 1967–68, 1981–82, 1983–84, 1985–86, 1989–90, 1999-00, 2000–01, 2002–03, 2003–04, 2004–05, 2011–12
  - Subcampeón (9): 1954, 1968–69, 1969–70, 1970–71, 1986–87, 1987–88,[14] 1988–89, 2001–02, 2010-11, 2015-16

- Supercopa de Rumania: (2)
  - Campeón: 2005, 2012
  - Subcampeón (4): 2001, 2002, 2003, 2007

- Copa de la liga de Rumania: (1)
  - Campeón: 2016-17

### Torneos amistosos
- Trofeo Costa de Valencia: 1978[15]
- Torneo de Bucarest: 1989[16]
- Torneo de Róterdam: 1991[17]
- Copa Sempione: 2004[18]
- Copa Marbella: 2014